# Mangan-ji (Kawanishi)
Der Mangan-ji (japanisch 満願寺) mit dem Bergnamen Shinshū-zan (神秀山) ist ein Tempel des Kōyasan-Zweiges (高野山派) der Shingon-Richtung des Buddhismus in Kawanishi (Präfektur Hyōgo). Er ist der 13. Tempel des Neuen Saigoku-Pilgerwegs.

## Geschichte

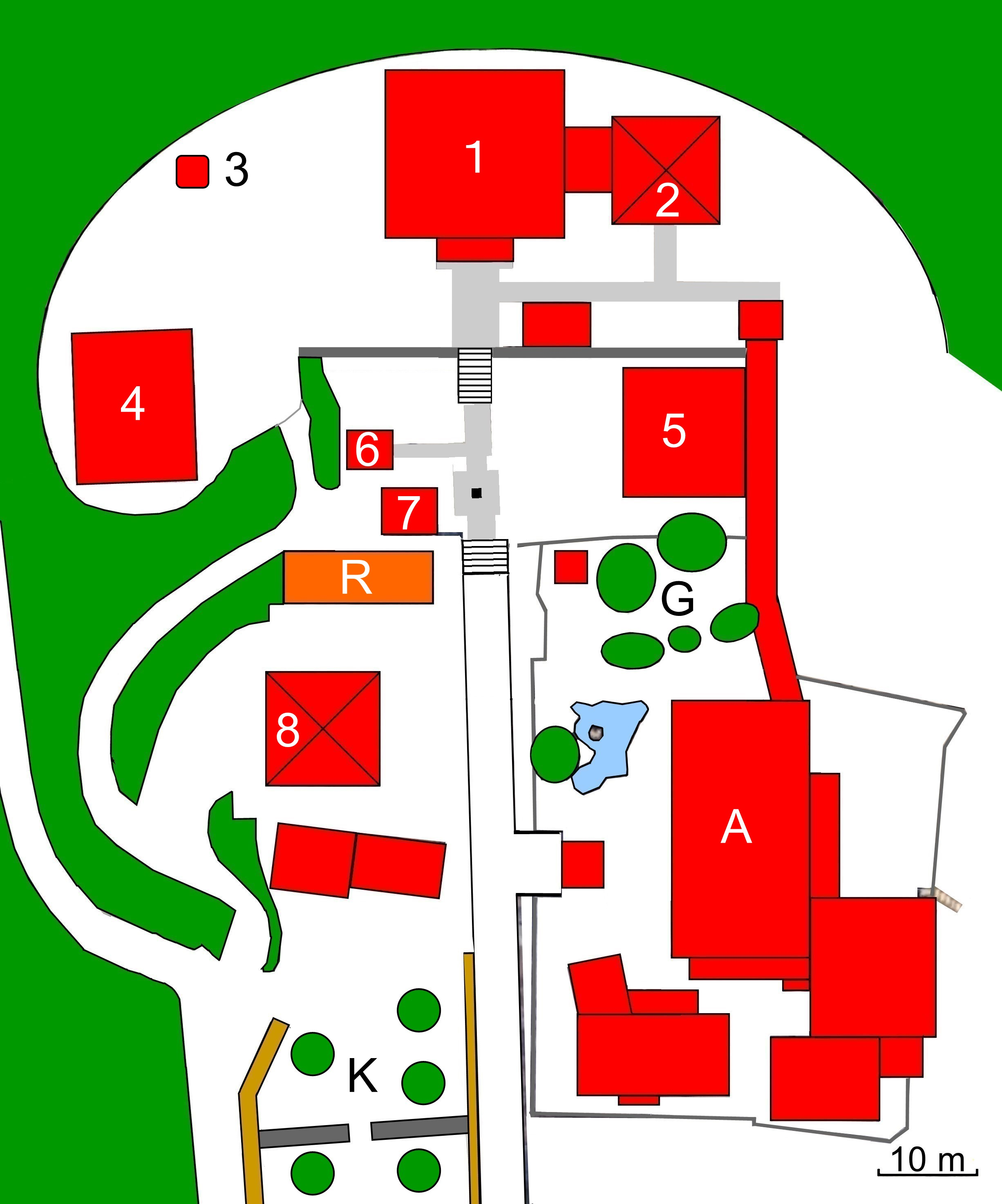
Plan des Tempels (s. Text)

Der Tempel wurde auf Wunsch des Kaisers Shōmu von Priester Shōdō (勝道上人) im Jahr 725 errichtet. Später wurde der Tempel von Minamoto no Mitsunaka (源満仲; 912–997), Settsu no Kami (摂津守) gefördert. Der Tempel blieb auch danach mit den Minamoto eng verbunden.

## Anlage
Man betritt die Anlage am Fuß der Anhöhe durch das Tempeltor (山門, Sanmon), das hier als Niō-Tor (仁王門), also als Tor mit den beiden Tempelwächtern rechts und links vom Durchgang ausgeführt ist. Die Tempelwächter stammen aus dem Tempeltor des Tada-in (多田院) und kamen im Zuge der Trennung Buddhismus und Shintoismus zu Beginn der Meiji-Zeit hierher. Das Tor wurde 1881 im Stil der Zeit errichtet. Bei der Restaurierung der beiden Skulpturen im Jahr 1966 stellte man fest, dass sie aus dem Ende der Kamakura-Zeit stammen.
Zu den weiteren Gebäuden gehören ganz im Norden die Haupthalle (本堂, Hondō; 1 im Plan) und die mit ihr verbundene Bishamon-Halle (毘沙門堂; 2). Im Westen steht die neustöckige Steinpagode (九重の石塔, Kyūjū no sekitō; 3). Die Pagode wurde im Jahr 1293 von einer Dame aus dem Minamoto-Klan für ihre Eltern errichtet, mit dem Wunsch, diese mögen ins Paradies gelangen. Da in der Edo-Zeit ein Priester die selbstkopierte Hokke-Sutra (法華経) unter der Pagode begraben hatte, wird sie seitdem „Hokke-Pagode“ genannt. Sie ist als Wichtiges Kulturgut Japans registriert. In der Nähe steht ein Gebäude zur Aufbewahrung von Urnen, das Shōreiden (勝霊殿; 4).
Etwas tiefer steht im Osten die Kannon-Halle (観音堂; 5) und auf der westlichen Seite der Jizō-Pavillon (地蔵尊; 6) und der Glockenturm (鐘楼, Shōrō; 7). Zum Abt- und Mönchsbereich (A) gehört der Shoin-Garten (書院庭園, Shoin teien; P).
In der Mitte des Geländes befindet sich ein Restaurant (R). Ein moderner Bau ist der Shōrinkan (勝輪館; 8), ein Versammlungsgebäude. Weiter südlich ist ein kleiner Park mit Kirschbäumen (K) angelegt.